# 坪井大輔
坪井 大輔（つぼい だいすけ、1977年5月31日 - ）は日本の実業家、MBAホルダー、シリアルアントレプレナー。IT企業である株式会社INDETAILの創業者であり、代表取締役である。
また、北海道科学大学客員教授、一般社団法人 ブロックチェーン北海道イノベーションプログラム（BHIP）の代表理事、一般社団法人 北海道モバイルコンテンツ・ビジネス協議会（HMCC）の副会長、株式会社DETAIL40の代表取締役、株式会社MILESHAREの社外取締役も兼任。

## 経歴
- 1996年、北海道札幌厚別高等学校卒業
- 2000年3月、北海道工業大学（現・北海道科学大学）工学部応用電子工学科卒業
- 2000年、ソフトウェア会社入社。エンジニア経験を積む
- 2005年、人材ビジネス事業にて管理職へ就任
- 2009年、株式会社INDETAILを設立、代表取締役に就任
- 2012年、小樽商科大学大学院商学研究科アントレプレナーシップ専攻（専門職大学院）修了、経営管理修士（専門職）の学位を取得（MBA）
- 2016年、一般社団法人ブロックチェーン北海道イノベーションプログラム（BHIP）を設立、代表理事に就任
- 2017年、北海道科学大学の客員教授に就任
- 2018年、一般社団法人 北海道モバイルコンテンツ・ビジネス協議会（HMCC）の副会長に就任
- 2019年、株式会社ノースディテールの社外取締役に就任
- 2019年、株式会社MILESHAREの社外取締役に就任
- 2019年、株式会社DETAIL40の代表取締役に就任

株式会社INDETAIL
- 2009年、スマホアプリ先進企業として設立
- 2011年、ビジネスソリューション（ニアショア）事業へ参入
- 2015年、VC及び事業会社から1億円増資 - SMBCベンチャーキャピタル株式会社、北海道ベンチャーキャピタル株式会社、株式会社オールアバウト（7011001034665）
- 2015年、C2Cスマホコマース事業（MOREMALL）へ参入
- 2016年、ソーシャルゲーム運営事業へ参入
- 2016年、ブロックチェーン事業へ参入
- 2017年、C2Cスマホコマース事業売却
- 2018年、資本金12,500万円 売上10億 社員160名にまで成長
- 2019年3月、ビジネスソリューション事業を株式会社スマートバリュー（6120101002687）へ売却
- 2019年4月、ゲームサービス事業を株式会社マイネット（4010401128022）へ売却
- 2019年4月、ブロックチェーン事業に専念
- 2019年8月、ドイツ・ミュンヘンとベトナム・ホーチミンに、翌年にはアフリカのルワンダにそれぞれ拠点を置くことを発表
- 2024年1月、コオロギ養殖事業が軌道に乗らず、事業停止の後、破産手続きの開始決定を受ける[1]

## 人物
「ブロックチェーンの未来と可能性」を伝えるべく、５つの強みを掲げ講演活動を行っている。
- 新規事業創出（PEST/マーケティング/ブランディング/プロモシーション）
- 経営戦略構築（経済環境、合理性、ポートフォリオマネジメントに基づいた現実的でビジョンをベースとした利益創出戦略の構築）
- 事業戦略構築（ポートフォリオ、ライフサイクルから投資と回収に向けた事業戦略、及びKGI/KPI分析によるPDCA運用、既存事業のターンアラウンド）
- 先進技術活用提案（ブロックチェーンを中心にAI/クラウド/IoTを活用した新規事業創造と事業立案、マーケティング、ブランディング）
- アントレプレナー/イントレプレー育成（起業経験による現場主義、MBAによるアカデミック研修、複数の事業売却経験の伝授）[2]。

転校を繰り返していく中で洞察力が備わったという。「親が転勤族だったので、2～3年毎の転校を繰り返して育ちました。クラス内にあるグループのパワーバランスを見極めてたり、仲良くなり過ぎると別れる時に寂しいだろうとの思いから、あえて深く付き合わないように自制するなど、子どもらしくない子どもだったかもしれません。そんな中で、洞察力や俯瞰的に物事を見る力のようなものが自然と備わったような気がします。」と語っている。
なぜ起業をしようと考えたのですか。の問いに対して、「人材会社の支社長として北海道の経済界の方々とお会いする機会がたくさんありました。いろいろな団体の会合に出させていただく中で、先輩経営者の方々が、よく「北海道を元気にしよう！」を合い言葉に乾杯するんです。でも、元気にするって具体的には何だろうか。自分のような若い人間は何をすべきなんだろうか。そう考え始めたのが、今に至るきっかけです。」と語っている。
2016年、ブロックチェーンへの取り組みを開始。大学や企業との共同研究開発や実証実験を通じてブロックチェーン技術の実用化を進め、北海道そのものをブロックチェーン技術の集積地とすべく、その普及に力を注いでいる。
2018年、システム開発とソーシャルゲーム運営の2つの事業で年商10億円を築き上げる。翌2019年、起業後10年の節目に両事業をEXITし、ブロックチェーン事業への集中を宣言した。経営戦略や事業戦略を得意とし、シリアルアントレプレナーとして躍進する。
レガシー産業には、自身が提唱する四種の神器（Cloud / IoT / AI / Blockchain）を掛け合わせることでイノベーションをもたらすと捉え、自治体や企業に向けた課題解決策を提案する。。
ブロックチェーン技術は今後、どう進化していくのでしょうか。の質問に対して、「私は、ブロックチェーンをインターネットに続くビジネスの新しいレイヤーと位置付けています。インターネットが登場して約20年。技術の進化は加速度的に速まっているので、分散型・自動化などをキーワードとするブロックチェーンを使ったビジネスが当たり前のものになる日も、そう遠い未来ではないと思います。」と語っている。
2021年、現在はブロックチェーン事業をEXITし、SDGsの思想に共感したことで長野県茅野市にてコオロギの養殖事業に注力している。
https://www.indetail.co.jp/news/20503/

## 書籍
- 2014年5月、『ローカルビジネスで生きる』
- 2019年7月、『WHY BLOCKCHAIN　なぜブロックチェーンなのか？』
- 2020年2月、『OUT of FOCUS アウト・オブ・フォーカス　-レッドオーシャンをハズす、勝つための経営術-』

『WHY BLOCKCHAIN』は、オリエンタルラジオ中田敦彦の「中田敦彦のYouTube大学」の教材として紹介される。
2019年8月20日公開：【経済】5G時代の最終兵器「ブロックチェーン」
その後、Amazon 売れ筋ランキングにて1位を記録。「経済学」および「投資・金融・会社経営」の両部門で「ベストセラー」を獲得する。

## 受賞
- 2012年1月、「ベストベンチャー100」 選出
- 2013年1月、「ベストベンチャー100」 2年連続選出
- 2014年1月、「ベストベンチャー100」 3年連続選出
- 2015年1月、「ベストベンチャー100」 4年連続選出
- 2015年3月、起業家万博にて 「新事業NICT賞」受賞
- 2017年10月、ブロックチェーン分野で『HMCC Award 2017』グランプリ受賞
- 2018年3月、中小企業庁「はばたく中小企業・小規模事業者300社」に『需要獲得分野』で選定

## 講演実績

### 2018年
|     | 日程     | イベント名                                    |
| --- | -------- | --------------------------------------------- |
| 1.  | 2月3日   | 「第16回 日本医療情報学会北海道支部」にて講演 |
| 2.  | 2月16日  | 「日本証券アナリスト協会 地区会例会」にて講演 |
| 3.  | 3月1日   | 「ブロックチェーンフェスティバル 2018 」主催  |
| 4.  | 3月8日   | 「スクロール360様 社内研修」にて講演          |
| 5.  | 3月22日  | 「ブロックチェーン推進協会 金融部会」にて講演 |
| 6.  | 4月11日  | 「ジョブダス就活ミートアップ」にて講演        |
| 7.  | 4月20日  | JAXA「次世代個体ロケット研究会」にて講演      |
| 8.  | 5月12日  | 「日本青年会議所2018年度全国大会」にて講演    |
| 9.  | 5月23日  | 「第4回 札幌地域クラウド交流会 」にて講演     |
| 10. | 6月11日  | 「Think Japan IBM」にて講演                   |
| 11. | 6月29日  | 「学術情報ソリューションセミナー」にて講演    |
| 12. | 7月12日  | 「FCA北海道・関東支部合同例会」にて講演       |
| 13. | 8月8日   | 「中小機構北海道本部勉強会」にて講演          |
| 14. | 10月5日  | 「ad:tech tokyo2018」にて講演                 |
| 15. | 10月10日 | 「NoMaps2018」に登壇                          |
| 16. | 10月15日 | 「北海道で働こう！お仕事フェスタ」にて講演    |
| 17. | 10月25日 | 「富山ブロックチェーン研究会」にて講演        |

### 2019年
|     | 日程     | イベント名                                                                |
| --- | -------- | ------------------------------------------------------------------------- |
| 1.  | 1月24日  | 「日本マーケティング協会特別セミナー」にて講演                            |
| 2.  | 1月25日  | 「北海道新聞 社内講演会」にて講演                                         |
| 3.  | 1月29日  | 「#2 Digital Asset Academy」にて講演                                      |
| 4.  | 2月18日  | 「某大手物流会社 社内研修」にて講演                                       |
| 5.  | 2月20日  | 「日本オラクルブロックチェーン」にて講演                                  |
| 6.  | 3月6日   | 「インタークロス・クリエイティブセンター（ICC）」にて講演                 |
| 7.  | 3月19日  | 「ブロックチェーンフェスティバル 2019 」に登壇                            |
| 8.  | 3月23日  | 「地（知）の拠点大学による地方創生推進事業（COC＋）シンポジウム」にて講演 |
| 9.  | 3月28日  | 「監査法人 法人内研修」にて講演                                           |
| 10. | 4月16日  | 「株式会社イマジンプラス 社内研修」にて講演                               |
| 11. | 4月26日  | 「Oracle Cloud Meetup 北海道 #1」にて講演                                 |
| 12. | 6月14日  | 「北海道科学大学電気電子工学科」にて講演                                  |
| 13. | 7月8日   | 「ILSキックオフカンファレンス 」にて講演                                  |
| 14. | 7月11日  | 「TIS INTEC GROUP BUSINESS SUMMIT 2019」にて講演                          |
| 15. | 8月6日   | 「Modern Cloud Day Tokyo｜日本オラクル」にて講演                          |
| 16. | 8月12日  | 「北の教育文化フェスティバル in 札幌」にて講演                            |
| 17. | 8月27日  | 「ISOU PROJECT」実証実験の現地視察会にて講演                              |
| 18. | 9月07日  | 第68回北海道地区大会「結の力 ～持続可能な北海道へ～」にて講演             |
| 19. | 9月12日  | 「道産子社長会」にて講演                                                  |
| 20. | 9月15日  | RAMICS 2019 第5回 飛騨高山大会・貨幣革新 地域通貨国際会議にて講演         |
| 21. | 10月06日 | 紀伊国屋札幌本店「WHY BLOCKCHAIN 書籍販売イベント」にて講演               |
| 22. | 10月16日 | NoMaps 2019 デジタルカンファレンスにて登壇                                |
| 23. | 10月24日 | SBIホールディングス「Beyond Blockchain テクニカルプログラム」にて講演     |
| 24. | 10月25日 | ブロックッチェーン推進協会「ブロックチェーン羅針盤」にて特別講演          |
| 25. | 11月12日 | 日本ブロックチェーン協会 定例会にて講演                                   |
| 26. | 11月17日 | いいITつながる交流会にて講演                                              |
| 27. | 11月19日 | WORK STYLING日比谷「WHY BLOCKCHAIN 書籍イベント」にて講演                 |

### 2020年
|    | 日程    | イベント名                                                |
| -- | ------- | --------------------------------------------------------- |
| 1. | 1月30日 | 札幌連携セミナー「札幌のビジネスの「今」を伝える にて講演 |
| 2. | 2月7日  | 事業構想大学院大学 「ブロックチェーン 概論」にて講演      |
| 3. | 2月22日 | OUT OF FOCUS 書籍出版イベント 三省堂書店にて講演          |
| 4. | 3月26日 | WAOJE「WHY BLOCKCHAIN」にて講演                           |
| 5. | 5月17日 | マネー大学「アフターコロナとネットビジネス」にて講演      |
| 6. | 5月23日 | vyvo「WHY BLOCKCHAIN」にて講演                            |
| 7. | 6月16日 | 「オープンイノベーションセミナーin江別」にて講演          |
| 8. | 7月7日  | SHIBUYA QWS Innovation協議会「WHY BLOCKCHAIN 」にて講演   |